# Rúnar Sigtryggsson
Rúnar Sigtryggsson (* 7. April 1972 in Akureyri) ist ein isländischer Handballtrainer und ehemaliger Handballspieler.

## Karriere
Rúnar Sigtryggsson spielte in der 2. Handball-Bundesliga bei Frisch Auf Göppingen. 2000 wechselte er zu Haukar Hafnarfjörður, mit dem er isländischer Meister wurde. 2002 ging der 1,94 Meter große und 95 Kilogramm schwere linke Rückraumspieler in die spanische Liga ASOBAL zu BM Ciudad Real, mit dem er 2003 den spanischen Pokalwettbewerb sowie den Europapokal der Pokalsieger gewann. Anschließend kehrte er nach Deutschland zurück und schloss sich dem Bundesligisten SG Wallau/Massenheim an. Ein Jahr später wechselte er zum Zweitligisten ThSV Eisenach, wo er nach der Entlassung des Trainers Zlatko Ferić als Spielertrainer tätig war. Anschließend kehrte er nach Island zurück und wurde Trainer in Akureyri.
Von 2012 bis 2016 war er Trainer beim deutschen Zweitligaclub EHV Aue, ehe er zum 1. Juli 2016 in die Bundesliga zum HBW Balingen-Weilstetten wechselte. 2017 stieg Balingen in die 2. Bundesliga ab. Im Oktober 2017 wurde er entlassen. Ab dem 7. Dezember 2020 bis zum Saisonende 2020/21 trainierte Rúnar Sigtryggsson interimsweise den EHV Aue, da der etatmäßige Trainer Stephan Swat krankheitsbedingt sein Amt nicht ausüben konnte. Zur Saison 2022/23 übernahm er den isländischen Erstligisten Haukar Hafnarfjörður. Im November 2022 wechselte Rúnar Sigtryggsson zum deutschen Bundesligisten SC DHfK Leipzig Handball, den er bis zum Saisonende 2024/25 betreute.
Rúnar Sigtryggsson bestritt 118 Länderspiele mit der isländischen Nationalmannschaft, in denen er 105 Tore erzielte. Mit Island nahm er an den Olympischen Spielen 2004 teil, dabei erzielte er in sechs Einsätzen vier Tore.

## Sonstiges
Rúnar Sigtryggsson ist mit der ehemaligen isländischen Handballspielerin Heiða Erlingsdóttir verheiratet und hat drei Kinder. Sein jüngerer Bruder Árni Þór Sigtryggsson und seine Söhne Sigtryggur Daði Rúnarsson und Andri Már Rúnarsson spielen ebenfalls Handball.